# 이스트엔더스
이스트엔더스(영어: EastEnders)는 줄리아 스미스와 토니 홀랜드가 기획하여 1985년 2월 19일부터 현재까지 BBC One에서 방영중인 영국의 연속극이다. 런던 이스트엔드의 월포드라는 가상의 동네를 배경으로, 현지 주민들과 가족들의 일상을 다루는 드라마이다.
1985년 첫방송 이래 여섯 달만에 영국 시청률 1위를 기록하였으며, 현재까지도 영국에서 가장 높은 시청률을 기록하는 프로그램 중 하나로 남아 있다. 영국 역대 최고 시청률을 기록한 프로그램 10위에 이스트엔더스의 에피소드 네 편이 이름을 올렸으며, 특히 1986년 크리스마스 특집 에피소드는 3000만 명이 시청한 대기록을 세웠다. 이 때문에 영국 텔레비전 드라마 역사에서 이스트엔더스가 차지하는 위상은 각별하며, 영국 문화에서 논란이 많거나 터부시되어왔던 주제들을 거리낌 없이 다루는가 하면, 이전까지 영국 주류 프로그램에서는 찾아볼 수 없었던 계급사회의 일상을 잘 묘사했다는 평가를 받는다.
드라마 기획자 중 한명이었던 토니 홀랜드는 실제 이스트엔드 지역의 대가족 출신으로, 가상의 동네 속에서 각 인물들과 더불어 일가족마다의 이야기를 다루는 구성을 취했다. 이스트엔더스의 핵심 이야기에서 주인공으로 등장했던 가족으로는 '빌네 가족' (Beals), '브레닝네 가족' (Brannings), 미첼네 가족 (Mitchells), 슬레이터네 가족 (Slaters), 워트네 가족 (Watts)이 꼽힌다. 이스트엔더스의 촬영은 BBC 엘스트리 센터에서 진행되며 기상여건에 따라 실내외 세트장에서 제작이 이뤄진다. 2014년 BBC는 세트장 전체를 다시 짓는 계획을 발표, 2022년에 완공하여 그때부터 새로운 새트장에서 촬영이 진행된다. 새 세트장 촬영분의 방송은 2022년 3월부터, 기존 세트장의 철거는 2022년 11월에 이뤄졌다.

## 같이 보기
- 영국의 텔레비전 드라마 목록